# Episodi di Gunsmoke (ottava stagione)
L'ottava stagione della serie televisiva Gunsmoke è andata in onda negli Stati Uniti dal 15 settembre 1962 al 1º giugno 1963 sulla CBS.
| nº | Titolo originale            | Prima TV USA      | Titolo italiano | Prima TV Italia |
| -- | --------------------------- | ----------------- | --------------- | --------------- |
| 1  | The Search                  | 15 settembre 1962 |                 |                 |
| 2  | Call Me Dodie               | 22 settembre 1962 |                 |                 |
| 3  | Quint Asper Comes Home      | 29 settembre 1962 |                 |                 |
| 4  | Root Down                   | 6 ottobre 1962    |                 |                 |
| 5  | Jenny                       | 13 ottobre 1962   |                 |                 |
| 6  | Collie's Free               | 20 ottobre 1962   |                 |                 |
| 7  | The Ditch                   | 27 ottobre 1962   |                 |                 |
| 8  | The Trappers                | 3 novembre 1962   |                 |                 |
| 9  | Phoebe Strunk               | 10 novembre 1962  |                 |                 |
| 10 | The Hunger                  | 17 novembre 1962  |                 |                 |
| 11 | Abe Blocker                 | 24 novembre 1962  |                 |                 |
| 12 | The Way It Is               | 1º dicembre 1962  |                 |                 |
| 13 | Us Haggens                  | 8 dicembre 1962   |                 |                 |
| 14 | Uncle Sunday                | 15 dicembre 1962  |                 |                 |
| 15 | False Front                 | 22 dicembre 1962  |                 |                 |
| 16 | Old Comrade                 | 29 dicembre 1962  |                 |                 |
| 17 | Louis Pheeters              | 5 gennaio 1963    |                 |                 |
| 18 | The Renegades               | 12 gennaio 1963   |                 |                 |
| 19 | Cotter's Girl               | 19 gennaio 1963   |                 |                 |
| 20 | The Bad One                 | 26 gennaio 1963   |                 |                 |
| 21 | The Cousin                  | 2 febbraio 1963   |                 |                 |
| 22 | Shona                       | 9 febbraio 1963   |                 |                 |
| 23 | Ash                         | 16 febbraio 1963  |                 |                 |
| 24 | Blind Man's Bluff           | 23 febbraio 1963  |                 |                 |
| 25 | Quint's Indian              | 1º marzo 1963     |                 |                 |
| 26 | Anybody Can Kill a Marshal  | 8 marzo 1963      |                 |                 |
| 27 | Two of a Kind               | 16 marzo 1963     |                 |                 |
| 28 | I Call Him Wonder           | 23 marzo 1963     |                 |                 |
| 29 | With a Smile                | 30 marzo 1963     |                 |                 |
| 30 | The Far Places              | 6 aprile 1963     |                 |                 |
| 31 | Panacea Sykes               | 13 aprile 1963    |                 |                 |
| 32 | Tell Chester                | 20 aprile 1963    |                 |                 |
| 33 | Quint-Cident                | 27 aprile 1963    |                 |                 |
| 34 | Old York                    | 4 maggio 1963     |                 |                 |
| 35 | Daddy Went Away             | 11 maggio 1963    |                 |                 |
| 36 | The Odyssey of Jubal Tanner | 18 maggio 1963    |                 |                 |
| 37 | Jeb                         | 25 maggio 1963    |                 |                 |
| 38 | The Quest for Asa Janin     | 1º giugno 1963    |                 |                 |

## The Search
- Prima televisiva: 15 settembre 1962
- Diretto da: Harry Harris
- Scritto da: Kathleen Hite

### Trama
- Guest star: Raymond Guth (Sam Cutler), Hank Patterson (Hank Miller), Fred Coby (Horn), Holly Bane (Frank), Leonard Nimoy (Arnie), Ford Rainey (Tate Gifford), Virginia Gregg (Ess Cutler), Carl Reindel (Cale), Mickey Morton (Coot)

## Call Me Dodie
- Prima televisiva: 22 settembre 1962
- Diretto da: Harry Harris
- Scritto da: Kathleen Hite

### Trama
- Guest star: Wallace Rooney (Dan Binny), Mary Patton (Addie Bagge), Guy Wilkerson (cameriere), Dal McKennon (Jake), Bob Hastings (Whip), Joby Baker (Ky), Diane Mountford (signora), Carol Anne Seflinger (Martha), Dennis Cross (Norm), Buck Young (John), Jackie Searl (Floyd Bagge), Nesdon Booth (barista)

## Quint Asper Comes Home
- Prima televisiva: 29 settembre 1962
- Diretto da: Andrew V. McLaglen
- Scritto da: John Meston

### Trama
- Guest star: Dabbs Greer (Wilbur Jonas), Earle Hodgins (Dobie), Foster Brooks (Ed), Robert Hinkle (cowboy), Angela Clarke (Topsanah), Burt Reynolds (Quint Asper), Michael Keep (capo), Bill Zuckert (John Asper), Myron Healey (Mike), Harry Carey, Jr. (Jim Grant), Lane Bradford (Bob), Michael Barrier (guerriero indiano), James Doohan (Davit)

## Root Down
- Prima televisiva: 6 ottobre 1962
- Diretto da: Charles Martin
- Scritto da: Kathleen Hite

### Trama
- Guest star: Sherry Jackson (Aggie Dutton), Michael Carr (cowboy), George Selk (Moss Grimmick), Robert Doyle (Grudie Dutton), John Dehner (Luke Dutton (Pa), Howard McNear (Howard Rudd), Ollie O'Toole (commesso)

## Jenny
- Prima televisiva: 13 ottobre 1962
- Diretto da: Andrew V. McLaglen
- Scritto da: John Meston

### Trama
- Guest star: Barry Russo (Al Flack), James Nusser (Louie Pheeters), Kenneth Hudgins (Pete), Barry Cahill (Chuck), Burt Reynolds (Quint Asper), Ruta Lee (Jenny), Ron Hayes (Zel Meyers), Montie Montana (Joe)

## Collie's Free
- Prima televisiva: 20 ottobre 1962
- Diretto da: Harry Harris
- Scritto da: Kathleen Hite

### Trama
- Guest star: Orville Sherman (Warden), Mary Castle (ragazza nel saloon), Henry Rowland (Smithy), Barry Cahill (Abel), Jason Evers (Collie Patten), Jacqueline Scott (Francie Patten), William Bramley (Davis Henry), Jim Halferty (Rob Patten), Richard Bull (Nort), Glenn Strange (Sam Noonan), Dennis Cross (Dutton), Pat McCaffrie (barista)

## The Ditch
- Prima televisiva: 27 ottobre 1962
- Diretto da: Harry Harris
- Scritto da: Les Crutchfield

### Trama
- Guest star: Hardie Albright (Peckett), Christopher Dark (Lafe Crider), Gail Bonney (Mrs. Hawkins), Ted Jordan (Nathan Burke), Dehl Berti (Waco), Joanne Linville (Susan Bart), Jay Lanin (Trent Hawkins), Miguel Ángel Landa (Boss)

## The Trappers
- Prima televisiva: 3 novembre 1962
- Diretto da: Andrew V. McLaglen
- Scritto da: John Dunkel

### Trama
- Guest star: Robert Lowery (Idaho Smith), Lane Chandler (Luke), Doris Singleton (Irma Watkins), Richard Shannon (Tug Marsh), Glenn Strange (Sam Noonan), Robert Brubaker (Jim Buck), Chal Johnson (Tom), Strother Martin (Billy Logan)

## Phoebe Strunk
- Prima televisiva: 10 novembre 1962
- Diretto da: Andrew V. McLaglen
- Scritto da: John Meston

### Trama
- Guest star: John McLiam (Sam Kinney), Dick Peabody (Simsie Strunk), Marilyn Harvey (Mary Shields), Phil Chambers (Ned Shields), Phyllis Coates (Rose), Burt Reynolds (Quint Asper), Virginia Gregg (Phoebe Strunk), Joan Freeman (Annie Shields), Don Megowan (Oliver Strunk), Gregg Palmer (Hulett Strunk), Harry Raybould (Casper Strunk), Glenn Strange (Sam Noonan)

## The Hunger
- Prima televisiva: 17 novembre 1962
- Diretto da: Harry Harris
- Scritto da: Jack Curtis

### Trama
- Guest star: Kelton Garwood (Fred), Byron Foulger (Dooley), Bob McQuain (cowboy), Henrietta Moore (Dolly), Elen Willard (Althea Dorf), Robert Middleton (Claude Dorf), Joe Flynn (commesso viaggiatore), Linda Watkins (Mrs. Dorf), Sarah Selby (Ma Smalley), Dabbs Greer (Wilbur Jonas), Hampton Fancher (Clem Dorf), Sue Casey (Martha)

## Abe Blocker
- Prima televisiva: 24 novembre 1962
- Diretto da: Andrew V. McLaglen
- Scritto da: John Meston

### Trama
- Guest star: Lane Bradford (Till Gant), Marshall Reed (Sam Vestal), Chuck Roberson (Joe Clark), Wallace Rooney (Dan Binney), Burt Reynolds (Quint Asper), Chill Wills (Abe Blocker), Wright King (Bud Groves), Dabbs Greer (Wilbur Jonas), Harry Carey, Jr. (Jake), Miranda Jones (Mary Groves), Robert Adler (Emmett), Glenn Strange (Sam Noonan)

## The Way It Is
- Prima televisiva: 1º dicembre 1962
- Diretto da: Harry Harris
- Soggetto di: Frank Paris

### Trama
- Guest star: Virginia Lewis (Anne), Garry Walberg (Bent Dillard), Glenn Strange (Sam Noonan), George Selk (Moss Grimmick), Claude Akins (Abe Bellum), Duane Grey (rancher)

## Us Haggens
- Prima televisiva: 8 dicembre 1962
- Diretto da: Andrew V. McLaglen
- Scritto da: Les Crutchfield

### Trama
- Guest star: Denver Pyle (Blackjack Haggen), Elizabeth MacRae (April), William Hughes (Timmy), Howard Wright (Dietzer)

## Uncle Sunday
- Prima televisiva: 15 dicembre 1962
- Diretto da: Joseph Sargent
- Scritto da: John Meston

### Trama
- Guest star: Gage Clarke (Mr. Botkin), Dabbs Greer (Wilbur Jonas), Nora Marlowe (Mrs. Perkins), Wallace Rooney (Dan Binney), Burt Reynolds (Quint Asper), Henry Beckman (zio Sunday Meachem), Joyce Bulifant (Ellie), Ed Nelson (Burt Curry), Glenn Strange (Sam Noonan)

## False Front
- Prima televisiva: 22 dicembre 1962
- Diretto da: Andrew V. McLaglen
- Soggetto di: Hal Moffett

### Trama
- Guest star: Charles Fredericks (senatore McGovern), Shary Marshall (Rita), William Windom (Paul Hill), Art Lund (Nick Heber), Michael T. Mikler (Bill), Roy Thinnes (Harry), William Bryant (Joe), K. L. Smith (Pete), Brett King (Hank), Robert Fortier (Bill), Wallace Rooney (Dan Binney), Andrew Prine (Clay Tatum)

## Old Comrade
- Prima televisiva: 29 dicembre 1962
- Diretto da: Harry Harris
- Scritto da: John Dunkel

### Trama
- Guest star: John Reed King (cittadino), Wayne C. Treadway (Mr. Green), Bill Baucom (fotografo), Dick Whittinghill (Jason), Roy Roberts (Dobie), Frank Sutton (Billy Marston), J. Pat O'Malley (colonnello Gabe Wilson), Ralph Moody (generale Kip Marston), Vitina Marcus (Missy), Wayne Heffley (Lem), Norman Leavitt (attendente)

## Louis Pheeters
- Prima televisiva: 5 gennaio 1963
- Diretto da: Harry Harris
- Scritto da: John Meston

### Trama
- Guest star: James Nusser (Louie Pheeters), Gloria McGehee (Clara Felder), Larry Ward (Bart Felder), Woodrow Parfrey (Tom Wiggins), John Larkin (Murph Moody), Ted Jordan (Gus Thompson)

## The Renegades
- Prima televisiva: 12 gennaio 1963
- Diretto da: Andrew V. McLaglen
- Scritto da: John Meston

### Trama
- Guest star: Linda Hutchings (Ruth), Edward Faulkner (sergente), Alan Dexter (Trask, renegade), Bob Steele (Sam Gordon, conducente della diligenza), Audrey Dalton (Lavinia Pate), Ben Wright (colonnello Pate), Jack Lambert (Brice), Don 'Red' Barry (McIver), John Pickard (Poole), Joe Bassett (Leader)

## Cotter's Girl
- Prima televisiva: 19 gennaio 1963
- Diretto da: Harry Harris
- Scritto da: Kathleen Hite

### Trama
- Guest star: Roy Barcroft (Mr. Cotter), Mariette Hartley (Clarey Cotter), Jesslyn Fax (proprietaria), John Clarke (Mackle), Sarah Selby (Ma Smalley)

## The Bad One
- Prima televisiva: 26 gennaio 1963
- Diretto da: Charles Martin
- Scritto da: Gwen Bagni

### Trama
- Guest star: Glenn Strange (Sam Noonan), Kenneth Konopka (Clancy), Sue Casey (Saloon Gal), Gil Lamb (Porter), Chris Robinson (Willie Jett), Burt Reynolds (Quint Asper), Dolores Sutton (Jenny Anne Parker), Booth Colman (Gant Parker), Dabbs Greer (Wilbur Jonas), Michael T. Mikler (Cowpoke), Bob Gravage (addetto al telegrafo)

## The Cousin
- Prima televisiva: 2 febbraio 1963
- Diretto da: Harry Harris
- Soggetto di: Marian Clark

### Trama
- Guest star: Glenn Strange (Sam Noonan), Jackie Blanchard (ragazza nel saloon), Helen Wallace (donna), George Selk (Moss Grimmick), Michael Forest (Chance), Gloria Talbott (Hallie), John Anderson (Cheevers), Joseph V. Perry (Moran), James Nusser (Louie Pheeters), Lew Brown (Gates), James Drake (uomo)

## Shona
- Prima televisiva: 9 febbraio 1963
- Diretto da: Ted Post
- Scritto da: John Meston

### Trama
- Guest star: Bart Burns (Joe Riser), Míriam Colón (Shona Dawson), Sarah Selby (Ma Smalley), Robert Palmer (Rud), Roy Roberts (Dobie), John Crawford (Les Torbert), Burt Reynolds (Quint Asper), George Selk (Moss Grimmick)

## Ash
- Prima televisiva: 16 febbraio 1963
- Diretto da: Harry Harris
- Scritto da: John Meston

### Trama
- Guest star: Robert Bice (conducente), William Fawcett (Hawkins), Michael T. Mikler (Frank), Richard Bartell (Harry), John Dehner (Ben Galt), Adam West (Emmett Hall), Anthony Caruso (Ash Farior), Dee Hartford (Tillie), Sheldon Allman (Murdock), Glenn Strange (Sam Noonan)

## Blind Man's Bluff
- Prima televisiva: 23 febbraio 1963
- Diretto da: Ted Post
- Scritto da: John Meston

### Trama
- Guest star: Michael T. Mikler (cowboy), Leonard Stone (Davey), Gregg Palmer (Wells), John Rodney (barista), Will Hutchins (Billy Poe), Burt Reynolds (Quint Asper), John Alderson (Canby), Crahan Denton (Frank Walker), Judson Pratt (Dane), Herbert Lytton (Bud Hays), Natalie Norwick (cameriera), Darlene Fields (ragazza nel saloon)

## Quint's Indian
- Prima televisiva: 1º marzo 1963
- Diretto da: Fred H. Jackman
- Soggetto di: Marian Clark

### Trama
- Guest star: Mark Murray (Jimmy), Michael Keep (Leader), Ruth Phillips (Mary), Raymond Guth (Will Grissom), James E. Brown (Mark Feeney), Burt Reynolds (Quint Asper), James Nusser (Louie Pheeters), Will Corry (Jim Stope), Patrick McVey (Bob Houser), James Griffith (Bettis), Michael Hinn (Jake Spooner), Roy Engel (Gus Syker)

## Anybody Can Kill a Marshal
- Prima televisiva: 8 marzo 1963
- Diretto da: Harry Harris
- Scritto da: Kathleen Hite

### Trama
- Guest star: James Nusser (Louie Pheeters), Warren Stevens (Lucas), George Selk (Moss Grimmick), Brenda Scott (Betsy Burgess), Howard McNear (Howard), Burt Reynolds (Quint Asper), Milton Selzer (Painter), Joyce Van Patten (Molly, Saloon Girl), James Westerfield (Cleed), Tom Lutz (cowboy)

## Two of a Kind
- Prima televisiva: 16 marzo 1963
- Diretto da: Andrew V. McLaglen
- Scritto da: Merwin Gerard

### Trama
- Guest star: Earle Hodgins (giudice), Ben Wright (Elton Harris), Michael Higgins (Tim Finnegan), Kent Smith (Clay Bealton), Richard Jaeckel (O'Ryan), Bee Tompkins (ragazza), Glenn Strange (Sam Noonan), John Mitchum (Wills), Garry Walberg (Anson), Burt Reynolds (Quint Asper)

## I Call Him Wonder
- Prima televisiva: 23 marzo 1963
- Diretto da: Harry Harris
- Scritto da: Kathleen Hite

### Trama
- Guest star: Harry Bartell (colonnello), Duane Grey (Keogh), Sandy Kenyon (Docker), Edmund Vargas (Wonder), Leonard Nimoy (Holt), Alex Sharp (cuoco), George Selk (Moss Grimmick), Eddie Little Sky (Charlie, Indian Scout), Gilman Rankin (cameriere), Bill Zuckert (Enoch Miller), Ron Hayes (Jud Sorrell)

## With a Smile
- Prima televisiva: 30 marzo 1963
- Diretto da: Andrew V. McLaglen
- Soggetto di: Bud Furillo

### Trama
- Guest star: Linden Chiles (Pat Cain), Dick Foran (sceriffo Ben Carver), Burt Reynolds (Quint Asper), Sharon Farrell (Lottie Foy), James Best (Dal Creed), Jay Della (cowboy), James Nusser (Louie Pheeters), Gilman Rankin (cameriere), Robert Stevenson (Foy), Dan Stafford (Kelly), R. G. Armstrong (maggiore Creed)

## The Far Places
- Prima televisiva: 6 aprile 1963
- Diretto da: Harry Harris
- Scritto da: John Dunkel

### Trama
- Guest star: Dennis Cross (Colley Corder), Bennye Gatteys (Millie Smith), Richard Jury (Humphreys), Orville Sherman (Wib Smith), Angela Clarke (Carrie Newcomb), Rees Vaughn (Jeff Newcomb), Sailor Vincent (Client)

## Panacea Sykes
- Prima televisiva: 13 aprile 1963
- Diretto da: William Conrad
- Scritto da: Kathleen Hite

### Trama
- Guest star: James Nusser (Louie Pheeters), George Selk (Moss Grimmick), Charles Seel (uomo), Carl Prickett (agente), Robert Nash (uomo), Nellie Burt (Panacea Sykes), Dan Tobin (Appleton Foote), Charles Watts (Shelby Little), Charlie Briggs (conducente), John Clarke (Alvy), Jan Brooks (Ethel Webb), John Lawrence (Riley Webb)

## Tell Chester
- Prima televisiva: 20 aprile 1963
- Diretto da: Joseph Sargent
- Scritto da: Frank Paris

### Trama
- Guest star: Jo Helton (Wendy Stringer), Lew Brown (Nace Porter), Robert Gibbons (Donahue), Sara Taft (Tao), Lonny Chapman (Wade Stringer), Mitzi Hoag (Polly Donahue), Ray Galvin (barista)

## Quint-Cident
- Prima televisiva: 27 aprile 1963
- Diretto da: Andrew V. McLaglen
- Scritto da: Kathleen Hite

### Trama
- Guest star: Don Keefer (Nally), Catherine McLeod (Lizzie), Mary La Roche (Willa Devlin), Ben Johnson (Ben Crown), Ollie O'Toole (addetto al telegrafo), Burt Reynolds (Quint Asper)

## Old York
- Prima televisiva: 4 maggio 1963
- Diretto da: Harry Harris
- Scritto da: John Meston

### Trama
- Guest star: H. M. Wynant (Sage), Dabbs Greer (Wilbur Jonas), Burt Reynolds (Quint Asper), Michael Constantine (Jim Baca), Roy Roberts (Botkin), Don Spruance (Jim), Lou Krugman (barista), Dorothy Neumann (Mrs. Finney), Howard Culver (Howie Uzzell), Edward Madden (Taylor), Robert Knapp (Clayton), Edgar Buchanan (Dan York)

## Daddy Went Away
- Prima televisiva: 11 maggio 1963
- Diretto da: Joseph Sargent
- Soggetto di: John Rosser

### Trama
- Guest star: Dabbs Greer (Wilbur Jonas), Morgan Brittany (Jessica Damon), William Schallert (Jess Damon), Mary Carver (Lucy Damon)

## The Odyssey of Jubal Tanner
- Prima televisiva: 18 maggio 1963
- Diretto da: Andrew V. McLaglen
- Scritto da: Paul Savage

### Trama
- Guest star: Gregg Palmer (Colie Fletcher), George Selk (Moss Grimmick), Peter Breck (Jubal Tanner), Kevin Hagen (Hobie Larker), Denver Pyle (Aaron), Hal Needham (cowboy), Beverly Garland (Leah Bronson)

## Jeb
- Prima televisiva: 25 maggio 1963
- Diretto da: Harry Harris
- Scritto da: Paul Savage

### Trama
- Guest star: Duane Grey (Thad), William Dennis Hunt (Codge), Dennis Cross (guerriero indiano), Glenn Strange (Sam Noonan), Rand Brooks (uomo), Burt Reynolds (Quint Asper), Émile Genest (Chouteau), Roy Thinnes (Ab Singleton), James Hampton (Jeb Willis), Buck Young (Andy)

## The Quest for Asa Janin
- Prima televisiva: 1º giugno 1963
- Diretto da: Andrew V. McLaglen
- Scritto da: Paul Savage

### Trama
- Guest star: George Keymas (Owen Pardee), James Nusser (Louie Pheeters), Richard Devon (Asa Janin), Jack Lambert (Scotsman), Pedro Gonzales Gonzales (barista), Edward Faulkner (Edward Faulkner), Lane Chandler (Warden), Harry Carey, Jr. (sceriffo Hank Colridge), Gene Darfler (Dave Ingalls), Anthony Caruso (Ford Macklin)